# Scincella caudaequinae
Scincella caudaequinae — вид сцинкоподібних ящірок родини сцинкових (Scincidae). Ендемік Мексики. Раніше вважався конспецифічним з Scincella silvicola.

## Поширення і екологія
Scincella caudaequinae мешкають в горах Східної Сьєрра-Мадре в штатах Нуево-Леон, Сан-Луїс-Потосі, на південному сході Коауїли і в Тамауліпасі. Вони живуть в соснових і сосново-дубових лісах.